# Última Hora (escola de samba)
Escola de Samba Última Hora é uma escola de samba do carnaval de Uberlândia.
Localizada no bairro Poliesportivo é uma escola tradicional do Carnaval de Uberlândia, embora tenha tido participações irregulares, por vezes ausentando-se dos desfiles na década de 2000. Representa no Carnaval as comunidades de  Luizote de Freitas, Tocantins e São Gabriel.
Após dois anos ausente dos desfiles, desfilou em 2006 com o enredo "O sonho de um pescador". Foi uma das cinco escolas a participar da "Uberfolia" em 2007. Naquele ano, seu presidente, Antônio Bernardes, confirmou a participação da escola no desfile apenas na última hora, e apenas cerca de 350 integrantes desfilaram com o enredo "Os enredos de Uberlândia".
Em 2011, novamente não desfilou.

## Carnavais
| Ano  | Colocação | Grupo | Enredo                   | Carnavalesco | Intérprete | Ref         |
| ---- | --------- | ----- | ------------------------ | ------------ | ---------- | ----------- |
| 2006 |           | ÚNICO | O sonho de um pescador   |              |            | [ 6 ] [ 4 ] |
| 2007 |           | ÚNICO | Os enredos de Uberlândia |              |            | [ 7 ] [ 3 ] |